# 삼안로
삼안로(Saman-ro)는 경상남도 김해시 삼안동 활천초교사거리와 활천동 인제대후문사거리 를 잇는 도로이다.

## 주요 경유지
경상남도
- 김해시 (산암동 . 활천동)

## 노선
| 이름             | 접속 노선                   | 소재지 | 소재지 | 비고 |
| ---------------- | --------------------------- | ------ | ------ | ---- |
| 활천초교사거리   | 김해대로                    | 김해시 | 삼안동 |      |
| 안동육거리       | 분성로                      | 김해시 | 삼안동 |      |
| 신어초등사거리   | 활천로                      | 김해시 | 삼안동 |      |
| 신어중사거리     | 삼안로195번길 삼안로196번길 | 김해시 | 삼안동 |      |
| 동원ART사거리    | 삼안로235번길               | 김해시 | 삼안동 |      |
| 삼방사거리       | 삼안로297번길 삼안로298번길 | 김해시 | 삼안동 |      |
| 삼방교           |                             | 김해시 | 삼안동 |      |
| 인제대후문사거리 | 인제로                      | 김해시 | 활천동 |      |

## 주요 시설및 건물
- HD현대오일뱅크 부성에너지직영 부성셀프주유소 (삼안로 6/지내동 324-24)
- 쉐보레 한국쉐보레 김해서비스센터 (삼안로 41/안동 256-2)
- GS25 김해뉴지내공단점 (삼안로 42/지내동 277-1)
- 현대자동차 현대자동차블루핸즈 삼방점 (삼안로 147/삼방동 30-5)
- 알뜰 화영삼방주유소 (삼안로 151/삼방동 30-2)
- 새마을금고 동김해 새마을금고 삼방지점 (삼안로 232/삼방동 690-1)
- 농협 김해동지점 (삼안로 237/삼방동 667-7)
- 농협 영남화훼원예농협 삼방동지점 (삼안로 258/삼방동 692)